# جون جاي هوكينز
جون جاي هوكينز (بالإنجليزية: John J. Hawkins)‏ هو قاضي أمريكي، ولد في 4 يناير 1855 في مقاطعة سالين في الولايات المتحدة، وتوفي في 1 مايو 1935 في لوس أنجلوس في الولايات المتحدة.